# Монтей (Кальвадос)
Монте́й (фр. Monteille) — колишній муніципалітет у Франції, у регіоні Нормандія, департамент Кальвадос. Населення — 153 осіб (2011).
Муніципалітет був розташований на відстані близько 175 км на захід від Парижа, 32 км на схід від Кана.

## Історія
До 2015 року муніципалітет перебував у складі регіону Нижня Нормандія. Від 1 січня 2016 року належав до нового об'єднаного регіону Нормандія.
1 січня 2017 року Монтей, Лез-Отьє-Папйон, Купезарт, Кревкер-ан-Ож, Круассанвіль, Граншам-ле-Шато, Лекод, Маньї-ла-Кампань, Маньї-ле-Фрель, Ле-Меній-Може, Мезідон-Канон, Персі-ан-Ож, Сен-Жульєн-ле-Фокон i В'є-Фюме було об'єднано в новий муніципалітет Мезідон-Валле-д'Ож.

## Демографія
Динаміка населення (INSEE ):
Розподіл населення за віком та статтю (2006):
| Стать | Всього | До 15 років | 15-24 | 25-44 | 45-64 | 65-85 | Понад 85 |
| --- | ------ | ----------- | ----- | ----- | ----- | ----- | -------- |
| Чоловіки | 96     | 28          | 4     | 24    | 8     | 24    | 8        |
| Жінки | 92     | 20          | 4     | 20    | 24    | 16    | 8        |
| \| Статево-вікова піраміда \| Статево-вікова піраміда \| Статево-вікова піраміда \| \| ----------------------- \| ----------------------- \| ----------------------- \| \| Чоловіки \| Вік \| Жінки \| \| 8 \| 85 + \| 8 \| \| 4 \| 80-84 \| 8 \| \| 0 \| 75-79 \| 4 \| \| 4 \| 70-74 \| 4 \| \| 16 \| 65-69 \| 0 \| \| 4 \| 60-64 \| 8 \| \| 0 \| 55-59 \| 8 \| \| 4 \| 50-54 \| 4 \| \| 0 \| 45-49 \| 4 \| \| 8 \| 40-44 \| 0 \| \| 8 \| 35-39 \| 8 \| \| 4 \| 30-34 \| 4 \| \| 4 \| 25-29 \| 8 \| \| 4 \| 20-24 \| 4 \| \| 0 \| 15-20 \| 0 \| \| 12 \| 10-14 \| 4 \| \| 4 \| 5-9 \| 8 \| \| 12 \| 0-4 \| 8 \| |        |             |       |       |       |       |          |
| Статево-вікова піраміда |        |             |       |       |       |       |          |
| Чоловіки | Вік    | Жінки       |       |       |       |       |          |
| 8 | 85 +   | 8           |       |       |       |       |          |
| 4 | 80-84  | 8           |       |       |       |       |          |
| 0 | 75-79  | 4           |       |       |       |       |          |
| 4 | 70-74  | 4           |       |       |       |       |          |
| 16 | 65-69  | 0           |       |       |       |       |          |
| 4 | 60-64  | 8           |       |       |       |       |          |
| 0 | 55-59  | 8           |       |       |       |       |          |
| 4 | 50-54  | 4           |       |       |       |       |          |
| 0 | 45-49  | 4           |       |       |       |       |          |
| 8 | 40-44  | 0           |       |       |       |       |          |
| 8 | 35-39  | 8           |       |       |       |       |          |
| 4 | 30-34  | 4           |       |       |       |       |          |
| 4 | 25-29  | 8           |       |       |       |       |          |
| 4 | 20-24  | 4           |       |       |       |       |          |
| 0 | 15-20  | 0           |       |       |       |       |          |
| 12 | 10-14  | 4           |       |       |       |       |          |
| 4 | 5-9    | 8           |       |       |       |       |          |
| 12 | 0-4    | 8           |       |       |       |       |          |

## Економіка
2010 року серед 105 осіб працездатного віку (15—64 років) 71 була активною, 34 — неактивними (показник активності 67,6%, у 1999 році було 62,0%). З 71 активної мешканців працювало 67 осіб (35 чоловіків та 32 жінки), безробітними було 4 (2 чоловіки та 2 жінки). Серед 34 неактивних 6 осіб було учнями чи студентами, 16 — пенсіонерами, 12 були неактивними з інших причин.

У 2010 році в муніципалітеті числилось 61 оподатковане домогосподарство, у яких проживали 161,0 особи, медіана доходів виносила 16 769 євро на одного особоспоживача